# Абу-ль-Фарадж бин Харун
Григорий (Иоанн) Бар-Эбрей (Бар-Эбройо, Бар-Эбрая, ибн аль-Ибри; 1226, Малатья, Конийский султанат, ныне территория Турции, — 30 июня 1286, Марага, Иран), также известный под арабским именем Абу-ль-Фарадж ибн Харун аль-Малати (араб. أبو الفرج بن هارون الملطي‎) — сирийский христианский церковный деятель, писатель, поэт, врач и учёный-энциклопедист. С 1264 года и до смерти был мафрианом Сирийской яковитской церкви; после него этот же пост занимал младший брат — Григорий Бар-Саума. Как мафриан, Бар-Эбрей тесно взаимодействовал с монгольскими завоевателями-Хулагуидами и защищал интересы ближневосточных христиан — яковитов и несториан, занимался строительством церквей и монастырей. Бар-Эбрей известен как крупнейший средневековый сирийский писатель — он составил множество книг на разные темы, включая христианское богословие, философию, грамматику, медицину и естественные науки преимущественно на сирийском языке, хотя писал также и на арабском. 

## Имя
Неизвестно, когда именно Бар-Эбрей принял имя Григорий — вероятно, вместе со вступлением на пост епископа. При крещении ему было дано имя Иоанн, и на надгробном камне Бар-Эбрея было выбито именно это имя. Его сирийское прозвище Бар-Эбрей (Bar ʿEbrāyā, также Бар-Эбройо, Бар-Эбрая, лат. Bar Hebraeus, араб. ابن العبري‎, Ибн аль-Ибри) толкуется как «сын еврея» — его отец Аарон, вероятно, был крещёным евреем или, по крайней мере, евреем по происхождению. Кроме этого прозвища, ничто не указывает на еврейское происхождение Бар-Эбрея. В западной литературе он был известен под латинизированными именами «Абульфарагий» (лат. Abulpharagius) и «Бар-Гебреус» (лат. Bar Hebraeus), образованными от его арабского и сирийского прозвищ соответственно. Его арабский пседоним Абу-ль-Фарадж переводится как «источник радости» или «отец радости». Мусульманскому и особенно арабскому миру он был более известен под именем «ибн аль-Ибри» — калькой с «Бар-Эбрей».

## Биография
Иоанн Бар-Эбрей родился в 1226 году (1587 году эры Селевкидов) в городе Мелитена (современная Малатья в Турции) в семье врача Аарона. Семья была достаточно состоятельной. В Мелитене в начале XII века существовало большое западносирийское сообщество, и неподалеку находился монастырь Бар Саумы — резиденция патриарха Сирийской яковитской церкви. Детство Бар-Эбрея прошло на фоне набегов монголов, которые он позже описывал в своей исторической хронике. В 1243 году, опасаясь наступления монголов, большая часть населения города бежала в Халеб (Алеппо). Однако врач Аарон с семьёй остался в Мелитене и уже в 1244 поступил на службу к одному из монгольских военачальников, с которым некоторое время разъезжал по завоёванным территориям — в том числе побывал в Хартабирте (современный Элязыг). В том же году Аарон был отпущен со службы и перебрался вместе с семьёй в Антиохию, столицу Антиохийского княжества. Здесь Бар-Эбрей продолжил своё образование. Под влиянием тогдашнего патриархом Сирийской яковитской церкви Игнатия III (II) Давида Бар-Эбрей стал монахом одного из яковитских монастырей, а позднее отправился в Триполи, где вместе с будущим соратником по имени Салиба бар Якуб Важих — изучал риторику у несторианина Якуба.
В 1246 году Игнатий вызвал Бар-Эбрея и Салибу в Антиохию и 14 сентября посвятил их обоих в епископы — Бар-Эбрею в это время было двадцать лет. Бар-Эбрей принял новое имя Григорий. Сначала недолгое время он был епископом маленького города Губос близ Мелитены, вскоре был переведен в Лакабену, где прослужил семь лет. После смерти Игнатия III (II) в 1252 году в Сирийской яковитской церкви начался раскол между Дионисием Ангуром из Мелитены и мафрианом Иоанном бар Мадани. Епископы северных областей, в том числе Бар-Эбрей, поддержали Дионисия, который был провозглашён патриархом Дионисием II, южные, среди которых был и Салиба — Иоанна бар Мадани, провозглашенного Иоанном XIII. Этот церковный раскол между двумя патриархами продолжался до тех пор, пока в 1261 году Дионисий не был убит заговорщиками в монастыре Бар Саумы. Иоанн XIII и его сторонники низложили Бар-Эбрея как сторонника Дионисия. Тем не менее, Бар-Эбрей был скоро восстановлен в сане епископа. В 1263 году он некоторое время занимал должность врача при монгольском «царе царей» Хулагу.
В 1264 году новый патриарх Игнатий IV (III) назначил Григория Бар-Эбрея мафрианом — вторым по значимости клириком Сирийской яковитской церкви после самого патриарха. Он оставался на этом посту до самой смерти. Местопребыванием мафрианов был город Тагрит (современный Тикрит в Ираке), но Бар-Эбрей много путешествовал по Ближнему Востоку: бывал в Сирии и Месопотамии, Малой Азии и Иране, Ираке и Азербайджане. Он в силу своих обязанностей назначал и смещал клириков, основал несколько церквей и монастырей и восстанавливал существующие — в частности, под его руководством в 1285 году был восстановлен монастырь Мар-Юханнан в Барталле. Статус мафриана также сделал его крупным церковным феодалом — мафриану причиталась доля доходов с церквей и монастырей, а также пожертвования и дарения. В своих путешествиях Бар-Эбрей занимался также и медицинской практикой и лечил людей. Он как мафриан не брал за это денег, но принимал подарки от больных — согласно преданию, после смерти Бар-Эбрея в его доме под коврами были обнаружены многочисленные подношения, которые пациенты оставляли в разных местах его жилища. 
Служба Бар-Эбрея проходила на фоне войн монголов с арабами-мусульманами и египетскими мамлюками — от рук завоевателей часто страдали христианские общины и монастыри. Ему как мафриану приходилось заниматься дипломатией, налаживая отношения как с завоевателями, так и с христианами-несторианами из конкурирующей Ассирийской церкви Востока которую возглавлял католикос Ябалаха III. Бар-Эбрей не раз бывал в Мараге и Тебризе, столицах государства Хулагуидов. При дворе ильханов он имел возможность общаться с выдающимися мусульманскими учёными, в частности, Насиром ад-Дином Туси, тоже энциклопедистом — Бар-Эбрей посвятил ему и его научным открытиям цикл четверостиший. Период царствования Хулагу, чьи мать Сорхахтани и жена Докуз-хатун были христианами-несторианами, был временем благополучия для христиан и строительства множества церквей, и Бар-Эбрей в своих книгах сравнивал Сорхахтани с императрицей Еленой и возносил умершим в 1265 году Хулагу и Докуз хвалу как «великим светилам и прославителям веры христианской». Он также встречался с последующими ильханами Абагой и Текудером, хотя эти отношения становились более сложными — Текудер в 1282 году принял ислам.
В 1286 году у Бар-Эбрея началась «злокачественная лихорадка». Он воспринял приближение смерти спокойно и заранее предсказывал её с помощью астрологии как нечто повинующееся двадцатилетним циклам: «Я родился в год, когда Сатурн и Юпитер были в созвездии Водолея. Двадцать лет спустя, когда они были в созвездии Весов, я был поставлен во епископа, еще двадцать лет спустя, когда они вошли в созвездие Близнецов, я стал мафрианом. Так что, когда они опять окажутся в созвездии Водолея, придет мне пора покинуть этот мир». Он умер 30 июля 1286 года в Мараге. Несмотря на различия между церквями, несторианский католикос Ябалаха III объявил в городе траур; все лавки в городе были закрыты, и никто не занимался своим делом. Его тело было перевезено в монастырь Мар-Маттай близ Мосула собралось множество христиан, не только яковитов, но и других течений. Место мафриана после смерти Бар-Эбрея занял его младший брат Григорий Бар-Саума, который составил жизнеописание Бар-Эбрея.

## Труды
Кроме родного сирийского, Бар-Эбрей владел арабским, армянским, греческим, персидским, различными монгольскими диалектами. Как «сын еврея», он также мог знать иврит, хотя ничто в его трудах не указывает, что Бар-Эбрей действительно изучал этот язык или руководствовался иудейскими религиозными догмами. 
Как учёный-энциклопедист, Бар-Эбрей разрабатывал почти все области знания, доступные в его время — он, с одной стороны, пытался вдохнуть силу и жизнь в сирийский язык и сирийскую литературу, а с другой стороны, дать своим единоверцам-христианам возможность пользоваться мусульманской учёностью. Он в большей степени компилировал уже имеющиеся знания прошлых веков. Абу-ль-Фарадж был одним из самых плодовитых и выдающихся сирийских писателей. Во всех его сочинениях виден добросовестный и критический исследователь, который старается глубже вникнуть в причинную связь событий. Современники называли его Красой века (араб. فريد الزمان‎) вследствие его отличных познаний во всех науках. Автобиография его напечатана Иосифом Ассемани в «Bibliotheca orientalis» (т. 2), где вместе с тем помещён полный перечень сочинений Бар-Эбрея.

### Формальные и естественные науки
Бар-Эбрей составил пространную энциклопедию под названием «Хеват хекмто» («Сливки науки», Butyrum sapientiae), основанную на трудах Аристотеля и охватывающую всё его учение. Первый том этой книги был посвящён аристотелевской логике, второй — физике и биологии, третий — философии, этике, экономике и политике. Книга «Кетаба де-бабата» («Книга зениц глаз») полностью посвящена аристотелевской логике и диалектике. Книга «Теграт теграта» представляла собой изложение тех же самых тем в более сжатом виде. В изложении аристотелизма Бар-Эбрей слепо следовал исламской традиции — трудам Ибн Сины и других арабских учёных. К философским книгам Бар-Эбрея примыкает написанная на арабском языке стихотворная поэма «О душе, согласно взглядам перипатетиков».
Он перевёл на сирийский язык посвящённые логике и философии книги арабских авторов — «Указания и напоминания» Ибн Сины и «Зубдат-аль-асрар» («Сливки тайн») своего современника Асируддина аль-Абхари. Бар-Эбрей занимался математикой и астрономией — во всяком случае, он в 1268 году читал лекцию об Евклиде в только что открытом христианском монастыре в Мераге, и в 1272 году там же об «Альмагесте» Клавдия Птолемея. Он составил собственный зидж — астрономические таблицы. Его самым важным трудом по астрономии и космографии стала книга «Суллака хаунаная» («Восхождение ума»), написанная в 1279 году.

### Богословие
Григорий Бар-Эбрей принадлежал к миафизитской (севирианской) традиции. Его религиозная позиция носила черты стихийного экуменизма, связанного с необходимостью на практике взаимодействовать с несторианами и мусульманами. В «Книге о голубице» Бар-Эбрей писал: «Я убедился, что споры христиан между собой относятся не к действительным фактам, а к словам и согласиям... и я полностью отказался от любых споров об исповедании веры». На него также сильно повлияли идеи исламского мистика и одного из основателей суфизма Абу Хамида аль-Газали.
Книга «Аусар-разэ» («Житница тайн», Horreum mysteriorum), самый большой богословский труд Бар-Эбрея, представляет собой несистематизированное толкование книг Библии, как Ветхого, так и Нового. Как сирийский яковит, Бар-Эбрей комментировал Пешитту, но учитывал разночтения еврейского Танаха, Септуагинты и более экзотических переводов на армянский и коптский языки, и также писал о богословских различиях яковитов и несториан. Книга «Менарат-кудшэ» («Светильник святилища») представляет собой уже систематическое изложение основ христианского вероучения в виде 12 «начал» — от понятия знания вообще и природы вселенной до конца света и рая. «Кетаба де-залгэ» («Книга Лучей») похожим образом излагала основы веры в 10 разделах. «Итихон», составленный в Мараге в 1279 году, посвящена темам аскетизма и нравственности. «Кетаба де-яуна» («Книга о голубице») представляет собой руководство для монахов-отшельников и включала в себя разделы о «воспитании плоти», «воспитании души», духовном спокойствии совершенного человека. Она также содержит автобиографическое изложение собственной духовной жизни Бар-Эбрея. Бар-Эбрей систематизировал и снабдил своими комментариями «Книгу Иеровея о сокровенных тайнах дома Божия» — сочинение Стефана бар-Судайли, сирийского мистика VI века. Бар-Эбрей также составил для Сирийской яковитской церкви Номоканон («Ктово д-худойе», Liber Directionum) — свод церковного права.

### Медицина
Как практикующий врач, Бар-Эбрей написал множество медицинских сочинений. Он выполнил сокращённый перевод «Материи Медики» Диоскорида, писал на сирийском и арабском языках собственные комментарии к книгам Гиппократа, Галена, Хунайна ибн Исхака, частично перевел на сирийский «Вопросы о медицине» того же Хунайна ибн Исхака, приступил к переводу «Канона врачебной науки» Ибн Сины, но этот перевод остался незаконченным. Бар-Эбрей написал и собственный обширный медицинский трактат на сирийском языке, но ни название, ни текст этой книги не сохранились.

### Языкознание
Лингвистические работы Бар-Эбрея были посвящены его родному сирийскому языку — он пользовался при этом работами предыдущих сирийских грамматиков, в первую очередь Иакова Эдесского. Он написал чрезвычайно подробную грамматику сирийского языка под названием «Кетаба де-семхэ» («Книга Блесков» или «Лучей»). Кроме «Книги Блесков», Бар-Эбрей написал краткую рифмованную грамматику — «Кетаба де-грамматики». Ещё одна краткая грамматика под названием «Кетаба да-белесусита» («Книга искр») осталась незаконченной автором.

### История
Главный исторический труд Бар-Эбрея «Хроника» или «История» представляет собой всю сумму известных ему знаний по истории. Она разбита на две части — всеобщая история, известная в Европе под названием Chronicon Syriacum, и церковная история, которая тоже была разбита самим автором на два тома. 
Всеобщая история Бар-Эбрея охватывает историю «от сотворения мира» до времён автора. В последние годы жизни Бар-Эбрей по просьбам своих друзей-мусульман в Мараге составил версию «Хроники» на арабском языке — он успел закончить эту книгу в месяц перед наступлением своей последней болезни. Арабская версия «Хроники», озаглавленная «Аль-Мухтасар фи-д-дуваль» («Сокращённая история династий»), снабжена многочисленными ссылками к мусульманским авторам и мусульманской литературе, отсутствовавшим в сирийской версии.
Церковная история представляет собой изложение истории религии и церкви в восприятии Бар-Эбрея — она начинается от Аарона, в послеапостольские времена превращается в историю патриархов Антиохийской православной церкви, а после Севира Антиохийского — в историю миафизитской ветви этой церкви. Второй том был посвящён особо близкой Бар-Эбрею истории восточного отдела Сирийской яковитской церкви и его мафрианам с престолом в Тагрите и также содержит информацию и о несторианских католикосах. Этот том закончился на 1286 году на смерти автора, но брат Бар-Эбрея Бар-Саума продлил его до 1288 года, а некий последующий автор — до 1496 года.

### Художественные произведения
В молодости Бар-Эбрей написал книгу толкования снов «Пуша кд-хелмэ». В более поздние годы он составил сборник юмористических и поучительных рассказов на сирийском языке под названием «Кетаба де-туннайэ мегаххеханэ» («Книга забавных историй») и соответствующую арабскую версию под заглавием «Даф-аль-хамм» («Изгнание заботы»). Многие из этих рассказов выписаны Бар-Эбреем из различных книг и упорядочены по происхождению — «Полезные изречения греческих мудрецов», «Полезные изречения персидских мудрецов» и тому подобное. Некоторые из этих рассказов были переведены Бар-Эбреем  с арабского, персидского и древнегреческого, а другие — в частности, притчи о животных — записаны им у сирийцев.
Бар-Эбрей писал стихи — в том числе метрические проповеди-гомилии и сборники духовных стихов. Он перенимал из литературы мусульманских народов характерные формы и мотивы — в частности, персидские четверостишия-рубаи. Помимо духовных стихов, Бар-Эбрей сочинял также стихи, восславляющие монархов и друзей-учёных вроде Насира ад-Дина Туси. Несколько острых сатирических стихотворений направлены против патриарха Дионисия Ангура из Мелитены, несмотря на то, что Бар-Эбрей поддерживал Дионисия во время церковного раскола и в своих прозаических книгах хвалил его как человека мудрого и деятельного. Эта сатира могла быть написана и не самим Бар-Эбреем, а кем-то из противников Дионисия, возможно, Иоанном бар Мадани, тоже плодовитым литератором и поэтом. Бар-Эбрей был знаком с современным ему поэтом-несторианином Камисом бар Кардахе — Камис дополнил строфическую поэму Бар-Эбрея о божественном устроении, написав к каждой его строфе свою собственную, на что Бар-Эбрей написал стихотворение «Ответ Камису несторианину». На смерть Бар-Эбрея Камис написал панегирик в форме касыды, восхваляющий достижения покойного яковитского мафриана — это было необычно, учитывая принадлежность поэта к другой церкви.

### Сочинения
Переводы на русский
- Абуль-Фарадж. Книга занимательных историй / Пер. с сирийского, примеч. и статья А. Белова и Л. Вильскера; Ред. и предисл. Н. В. Пигулевской; Худож. А. Д. Бухаров. — М.: Гослитиздат, 1957. — 272 с. — 150 000 экз.
- Григорий Юханнан Бар-Эбрая (Абуль-Фарадж). Смешные рассказы / пер. с средневек. ассир.. — М.: Политиздат, 1992. — 207 с. — ISBN 5-250-01791-6.

Переводы на английский
- Bar Hebraeus. Syriac Christian mysticism: Bar Hebraeus's Book of the Dove :  [англ.] / edited, translated and introduction by A J Wensinck. — Leyden : E.J. Brill, 1919. — cxxxvi, 151 p. — (Publication of the De Goeje Fund ; vol. 4). — OCLC 2674107.